# Molar Island
Molar Island ist eine vereiste und unregelmäßig geformte Insel von etwa 400 m Länge vor der Eights-Küste des westantarktischen Ellsworthlands. Sie liegt zwischen den Early-Inseln und dem Cosgrove-Schelfeis im äußersten südwestlichen Teil der Ferrero Bay. Besonderes Merkmal ist die offene Wasserfläche um die Insel herum, während die Ferrero Bay landseitig ansonsten zugefroren ist.
Das Advisory Committee on Antarctic Names benannte sie 2009 nach ihrer Form, die an einen Backenzahn (englisch molar) erinnert.